# Asplundia aulacostigma
Asplundia aulacostigma är en enhjärtbladig växtart som beskrevs av Gunnar Wilhelm Harling. Asplundia aulacostigma ingår i släktet Asplundia och familjen Cyclanthaceae.
Artens utbredningsområde är Ecuador. Inga underarter finns listade.